# Geschiedenis van Linden
De geschiedenis van Linden begint rond 2500 vóór Christus - men spreekt van het Neolithicum - toen er een heuse volksverhuizing plaatsvond. Het waren boeren en jagers die zich met de inlandse bevolking begon te vermengen, zo ook in het Hageland. Zo zijn er in de omgeving van Kessel-Lo, Korbeek-Lo, de Leming, Holsbeek en Heverlee verschillende gebruiksvoorwerpen terug gevonden. Doordat ze open plekken kapten in de omliggende bossen ontstond er grote erosie die de humus en de leemlagen naar de valleien deed afschuiven. Zo ontstonden reeds in dat tijdperk de schilderachtige holle wegen die in Linden en omstreken talrijk aanwezig zijn.

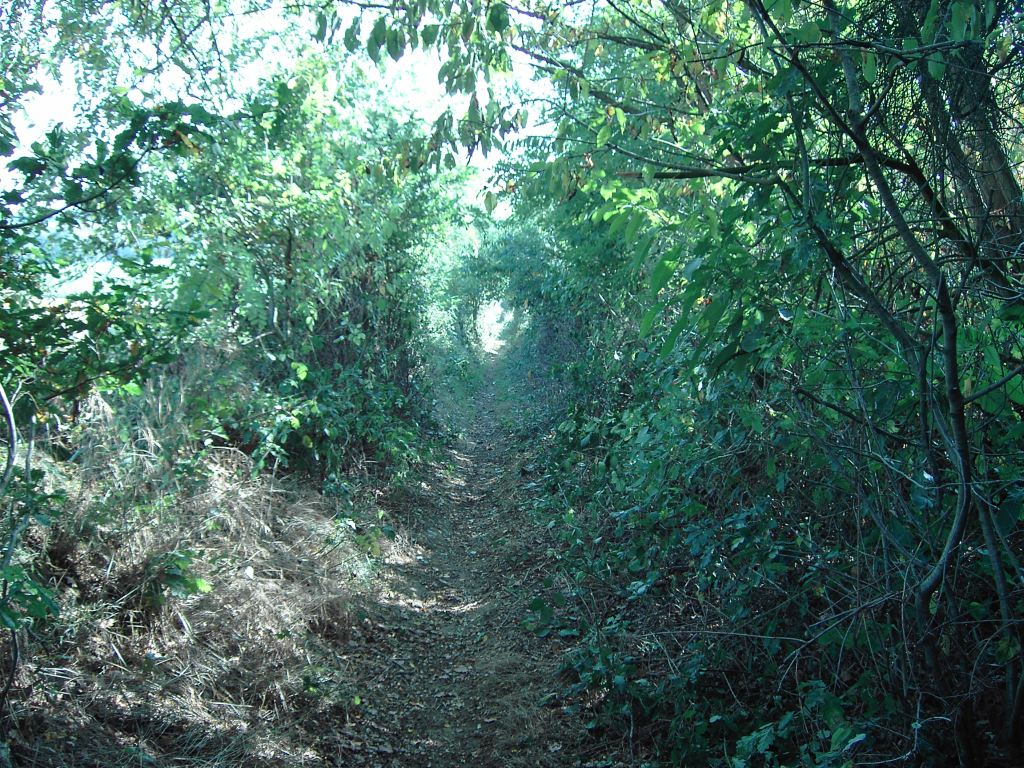
Veldweg in Linden

## Gallo-Romeinse periode
Ondanks dat er in de omliggende streken talrijke bewijzen zijn van Romeinse aanwezigheid is er in Linden geen spoor van terug te vinden. Verschillende schrijvers hebben vermeld dat een Romeinse villa gevonden werd te Linden, doch het gaat hier om een vergissing. Het betreft het dorp Linden in Noord-Brabant. Ook met de zeven Romeinse grafheuvels in het Loobos tussen Linden en Pellenberg moeten we voorzichtig te werk gaan. Het enige dat we weten is dat er geen Romeinse wegen waren in Linden omdat de centuratio niet werd doorgevoerd in beboste streken wat grotendeels het geval was te Linden. Er is dus geen enkel bewijs dat er hier mensen woonden in de 3e eeuw. Verbleven er toch, dan moeten ze weinig talrijk geweest zijn en daarbij arm, want er werd hier niets gevonden.
Bij gebrek aan archeologische bronnen kunnen we toponiemen raadplegen die we terugvonden in teksten van de 15e en de 16e eeuw en die betrekking hebben op de geschiedenis van Linden.

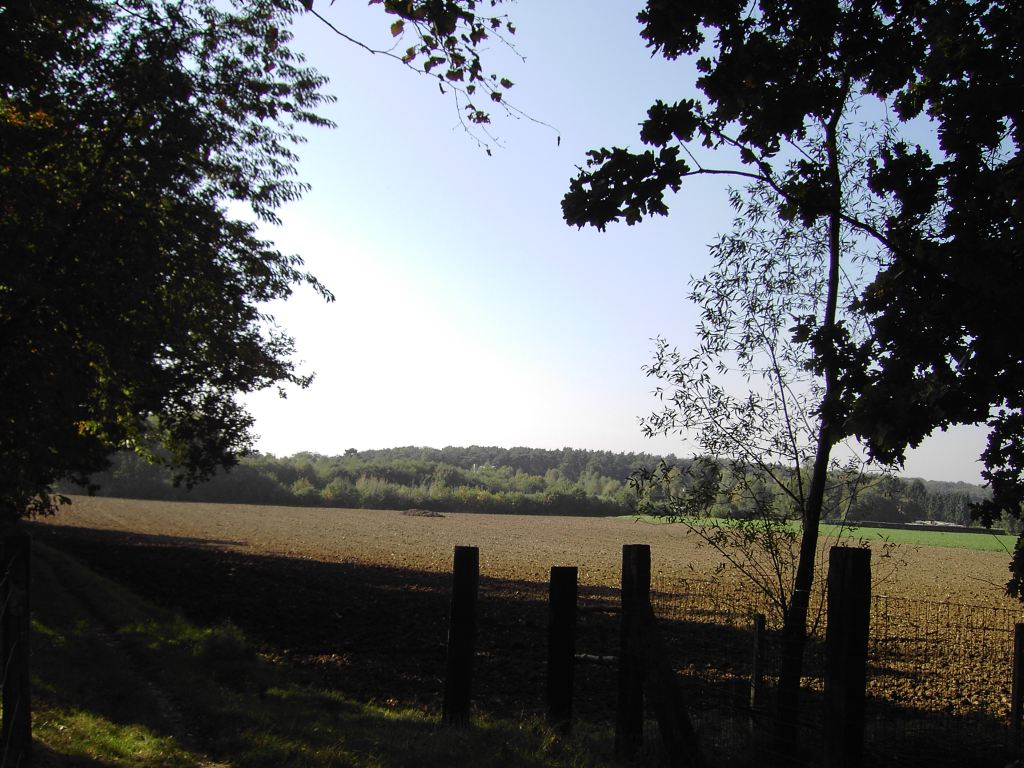
Smal pad tussen de velden aan de watertoren van Linden

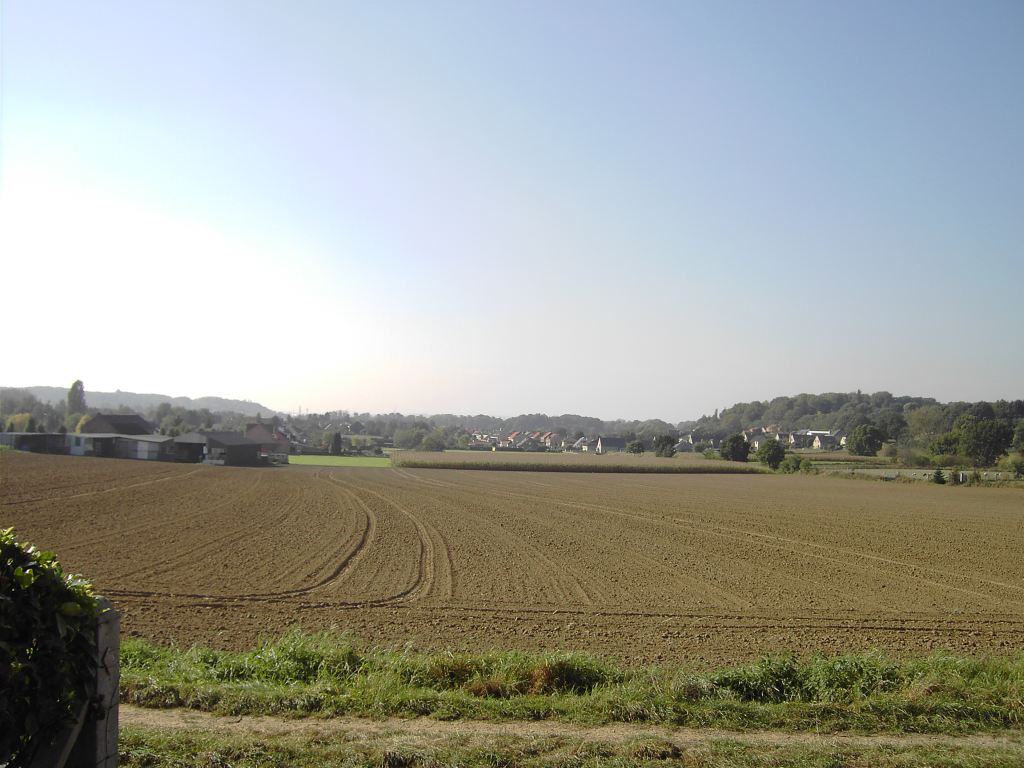
Zicht op Tempelveld, de naam komt wellicht van de Tempelridders

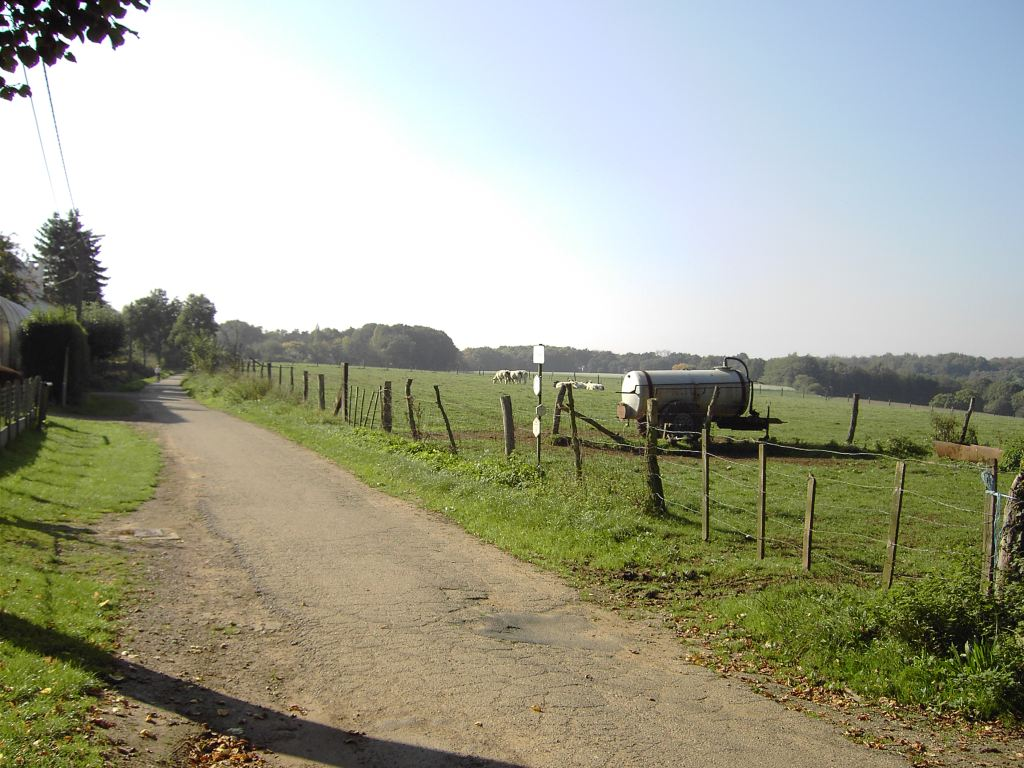
Speelbergen

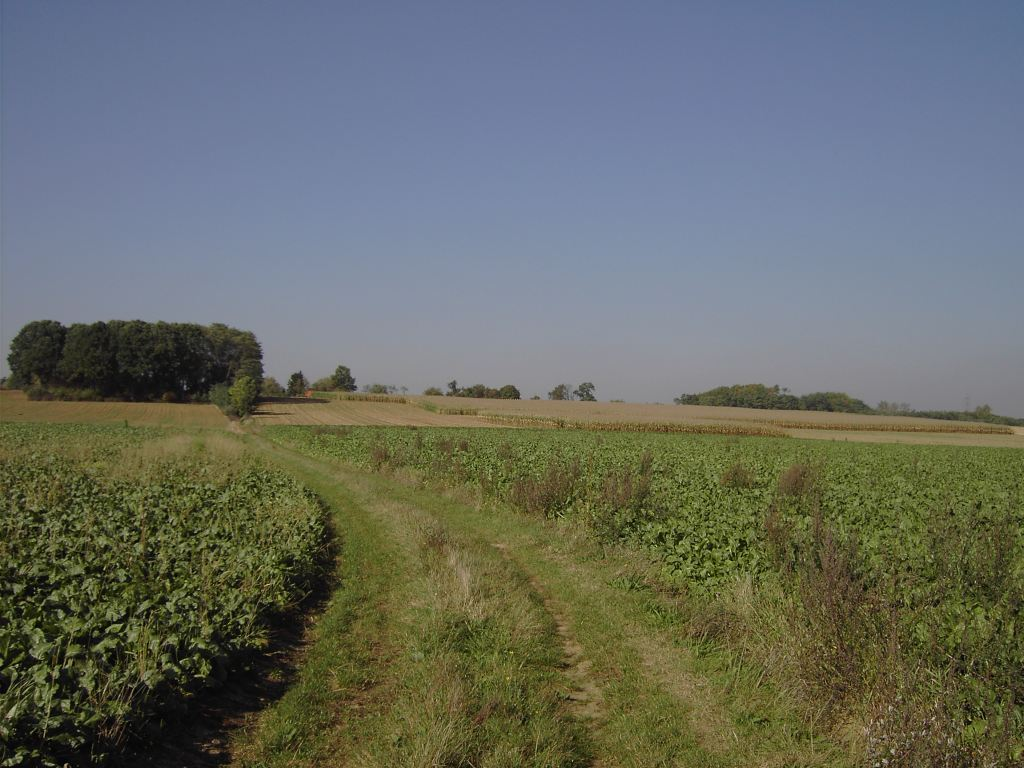
Scheistraat

- Aerdgat: aerd (veld, grond), gat (gate, gasse, gade = kleine weg) kleine veldweg. Er liep een aardgat niet ver van de Speelberg.
- Binnenveld: (dicht bij de Bredestraat) Gronden van deze zijde van de grens
- Braeckelingen: braak + suffix ling = braakliggend land
- Bremhof: Hoeve in de omgeving van bremstruiken
- Coudenberghof: Hoeve op de plaats van de Coudenberg
- Caberij: Waarschijnlijk corruptie in de volksmond van de Coudebergheide
- Cockey: onbekende veldnaam
- Gontenblok: ook Gontersblok. Eigennaam (Gunter) + blok = stuk land
- Hoorbeek: Hurnjon = uitloper van hoogland + beek
- Hoemortele: ook Hootmortere (1215) op grens van Lubbeek, Hout = bos, mortere = zand, slijk, modder, bouwland
- Hontheuvel: Hont = hoog + heuvel
- Kandelaren bos: bos in de vorm van een kandelaar?
- Kalfstong: stuk land in de vorm van een kalfstong?
- Kattenhage: (wilde)kattenbos
- Krantenberg: Creytenberg (hoeve bij plein) onbekend
- Leming: leem + suffix ing. Kleigronden in vallei
- Manspad: smalle weg, niet voor karren
- Nutsberg: onbekend
- Ophem: hooggelegen woon = op + heim
- Pollepel(veld): vorm van pollepel of eigennaam. Maria Pollepel bezat daar een stuk grond.
- Prinsgal: voor springal = werpmachine, katapult. Eigennaam?
- Rondenbos: achter Plein = rond bos
- Roos: Raus = riet; hoeve bij de Diestse baan, groeide er daar riet? Volgens andere bron: roos : bareel, wat hier goed past.
- Saethof: onbekend
- Sefting: onbekend
- Scheistraat: straat tussen 2 velden
- Speelbergen: misschien Speeltbergen. Speelt = witte hagendoorn.
- Schoolbergen: Schoorbergen = schorre + berg. Schorre is moeras of bos op hoge zandgrond.
- Steenveld: Steensubstraat komt hier aan de oppervlakte
- Tempelveld: veld behorende aan de Tempel. In Linden van de familie van den Tympel.
- Verloren kost: Waardeloze grond, droge zandgrond
- Vleugt: vleug = vogelkooi
- Wolfhage: Wolvenbos, bij de Davidstraat

Veel toponiemen zijn grensnamen. Op deze plaatsen (grenzen of kruispunten) plantte men palen of bomen (elzen, beuken of linden). Later werden er aan die bomen door geloofspredikers een kruis of Mariabeeld gehangen. Zo ontstonden vele veldkapellen. Later bouwde men een kapel omringd door 2 of drie bomen. Een mooi voorbeeld van zo'n kapel is het kapelleke van de Speelberg (opgericht in 1661). Deze kapel, op de scheiding tussen Linden, Holsbeek en Dutsel, was wellicht eerst een grenspaal. Maar ook nu kunnen we niet met zekerheid zeggen of er in de 5e eeuw al mensen woonden in Linden.
In de 8e eeuw bestond er in de Brabantgouw geen enkele belangrijke plaats, zelfs Leuven is nergens vermeld, laat staan Linden.
In 884 - of misschien 874 - kwamen de Vikings zich in Leuven nestelen. Van hier uit begonnen ze hun strooptochten door het land en ook Linden moest er aan geloven. Pas in 892 verdwijnen ze uit de Lage Landen.

## Feodaletijd
Pas in de 12e eeuw kennen we met zekerheid de namen van de heren van Linden, we mogen dus stellen dat hun voorzaten hier woonden in de 11e en misschien ook de 10e eeuw. Het waren grootgrondbezitters die de bescherming van een graaf niet nodig hadden. Ze leefden op hun heerlijkheid in de villa (hoeve), waar ze recht spraken. In die tijd trokken veel inwoners van Linden naar Leuven, meer bepaald naar het castrum daar waar ze in alle veiligheid konden leven. Pas in 1158 vinden we in een brief van Godeschalk van Affligem het eerste doorslaand bewijs dat er een kerk was in Linden vóór 1125. In het jaar 1498 kwam er echter een einde aan de heren van Linden - er was geen wettelijke mannelijke erfgenaam - en ging de titel over naar een patriciërsgeslacht van Leuven, het geslacht Van den Calsteren.
In het jaar 1379 is er in een document voor het eerst sprake van het kasteel van Linden. De woning diende echter niet als vaste verblijfplaats maar als buitenverblijf voor de familie Van den Calsteren. Het was een stenen huis van 12 bij 6 meter, waarschijnlijk met water omringd. Rond 1391, de heer van Linden trad voor de 3e maal in het huwelijk, was het kasteel helemaal heropgebouwd, niet meer als een burcht maar als een mooi huis, in de stijl van de 14e-15e eeuw in rode baksteen en witte speklagen.

## Middeleeuwen
Net zoals alle oude Germaanse dorpen lagen de akkers rond de dorpskern en werd de kerk gebouwd op de rand van die akkers. In Linden stond de kerk naast het huis van de heer, wat besluit dat het een domaniale kerk was. Linden was dus een kleine nederzetting rond een groot domein. Buiten deze kern lagen nog andere kleine huizengroepjes langs de wegen. Veel van die wegen dateren nog uit de voorhistorie. De twee belangrijkste die door Linden liepen, en er nu nog zijn, zijn de Houwaartse baan en de baan Leuven-Diest.

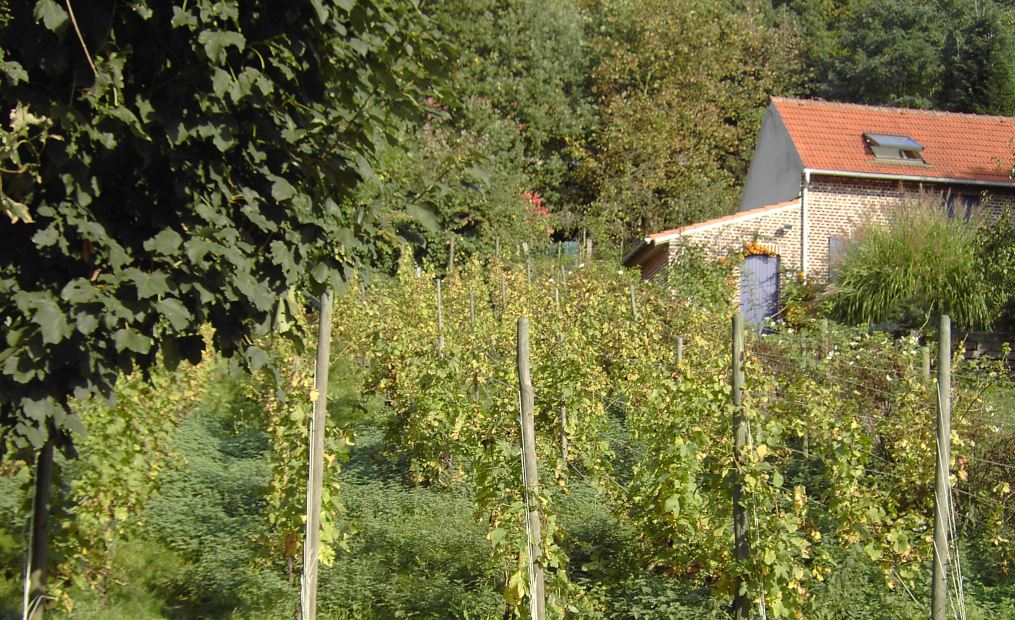
Wijnbouw vlak buiten de dorpskern

Op het gebied van landbouw was Linden heel traditioneel: het dorp was opgedeeld in kouters, akkers, weilanden, ... , er was een drieslagsysteem, er ontstonden driesen (kunstmatige weides), er werd vee gehouden, enz. Opmerkelijk is dat er al sprake was van wijnbouw in Linden tijdens deze periode, meer bepaald op de Schoorbergen. Op de helling achter het kasteel lag er een wijngaard en we weten dat de familie Van den Calsteren in 1431 rente betaalde aan de universiteit op een grond "naast de wijngaard".
In de 16e eeuw brandde het dorp echter volledig uit en zijn er veel archiefstukken verloren gegaan. Zo was er ooit een hoeve op de Coudenberg. Deze hoeve werd in 1578 door de Spanjaarden afgebrand. Groot was Linden niet: zo'n dozijn hoeven en een twintig houten huizen. Volgens een kohier van 1686 leefden er in Linden 120 mensen. Volgens een telling van de handenarbeiders in 1755 woonden er 45 zielen (kinderen inbegrepen). Het was dus een dunbevolkt, onooglijk modderdorpje, zonder geschiedenis.
In 1642 trouwde Mathilda van den Calsteren met ridder Roelants, die hierdoor de heerlijkheid verwierf op zijn naam. Uit dit huwelijk kwam een dochter voort, wier zoon in 1513 de nieuwe landheer werd. Hierdoor kwam er weer een nieuwe familie aan de macht: van der Tommen.

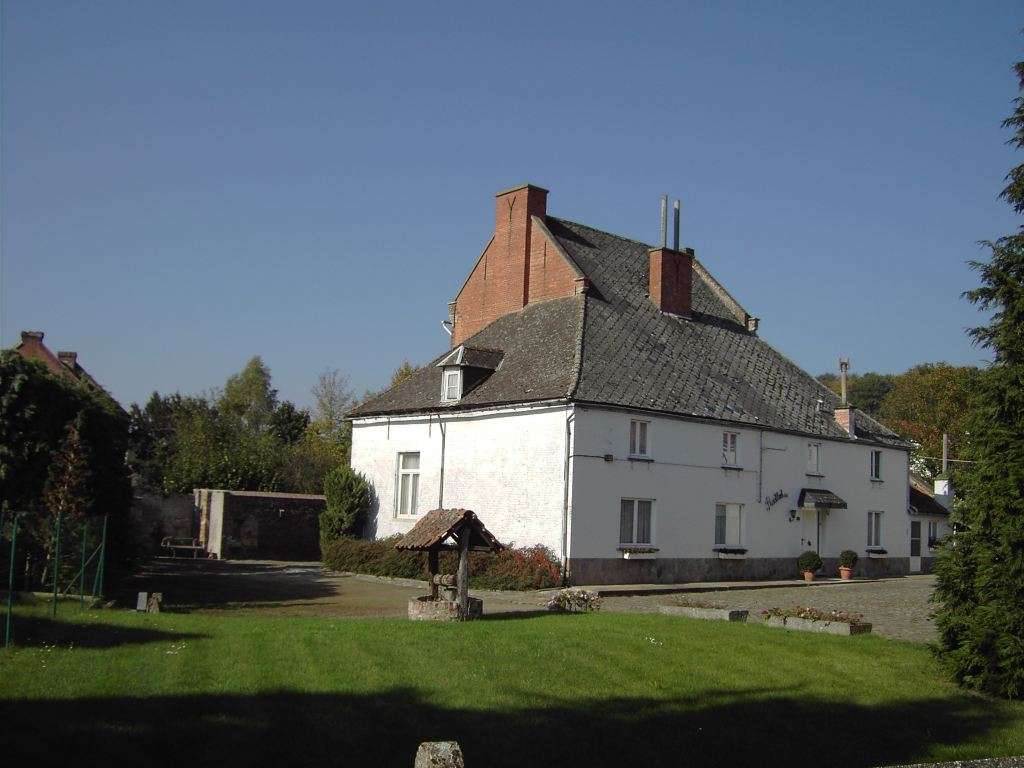
Raelbeekhoeve

Tijdens het bewind van de Spanjaarden waren het zware tijden voor de Lindenaars. Linden werd totaal verwoest, het kasteel lag in puin en de inwoners hadden hun onderkomen genomen in de omliggende dorpen die gespaard bleven.
In 1693 telde Linden 17 gezinnen die samen 83 personen telden. De handarbeiders werden niet meegeteld omdat ze geen bede moesten betalen. Een tiental jaar daarvoor, in 1657, kocht de heer De Vroey in 1657 de heerlijkheid van Linden af van de heer Van de Beken-Pasteels. Het landhuis lag nog steeds in puin en werd door de nieuwe eigenaar volledig heropgebouwd. In de buurt werd omtrent dezelfde tijd een ander "Speelgoed" opgetrokken door de heer Van Raelbeek. Dit werd gebouwd in de nabijheid van het oud kasteel, aan de overkant van de Houwaartstraat. Het werd een mooi groot huis in rode baksteen met witstenen omlijstingen.
Tot op het einde van de 17e eeuw heerste er rust in het Hageland. Voor Linden waren het goede jaren: het dorp werd heropgebouwd en de boeren konden in vrede hun velden beploegen.
In 1660 brak de pest uit en ook Linden werd zwaar getroffen. De heer van Linden en de parochie besloten om een Mariakapel te bouwen op de Speelberg. Men plaatste er een Sint-Rochusbeeld bij omdat hij de beschermer was tegen de pest. Op deze plaats hing vroeger een Mariabeeld aan een boom. In de jaren erna groeide het inwonersaantal tot 120 in 1683. Dit getal is echter onnauwkeurig omdat de handarbeiders niet meegeteld werden.

## Nieuwe Tijd
Alles was rustig in de lage landen tot aan de dood van keizer Karel VI in 1740 die een dochter na liet die keizerin werd onder de naam Maria Theresia. Lodewijk XV maakte gebruik van de aanwezigheid van een vrouw op de troon om het rijk van de Habsburgers aan te vallen. In 1745 werd de stad Leuven bezet en moest ook Linden instaan voor het onderhoud van de Franse soldaten. Op 13 oktober 1748 werd er vrede gesloten te Aken en kon Linden de wonden likken, er moest namelijk een gigantische schuld afgelost worden. In de jaren er na groeide de bevolking aan tot 150, in 1779 was dit al gegroeid tot 300. Het leven ging vanaf dan zijn gewone gang. De boeren gingen kijken naar de nieuwe vaart die gegraven werd van Leuven naar Mechelen, maar ze hadden genoeg te stellen met hun land en met de schulden die ze nog moesten aflossen.
Vanaf 1794 braken er moeilijke tijden aan voor Linden en omstreken. Dit kwam door de aanhechting bij Frankrijk. De oogst moest ingeleverd worden en in elke dorp werd er een lijst opgemaakt van de paarden en karren. In 1798 brak de Boerenkrijg uit. Dit werd een beroerde tijd voor Linden want de opstandelingen opereerden vanuit de abdij van Vlierbeek. Op 25 oktober trok de aanvoerder Corbeels met 3000 "brigands" van Diest naar Leuven en logeerde met zijn benden op de hoogte van Kessel en Linden. Op 1 december kwam het tot een treffen en men zegt dat de Fransen er 60 doden achter lieten. In oktober van het jaar 1799 werden te Brussel 9 mannen onthoofd, onder hen een inwoner van Linden: Jan Gheys, 25 jaar.

## Moderne Tijd

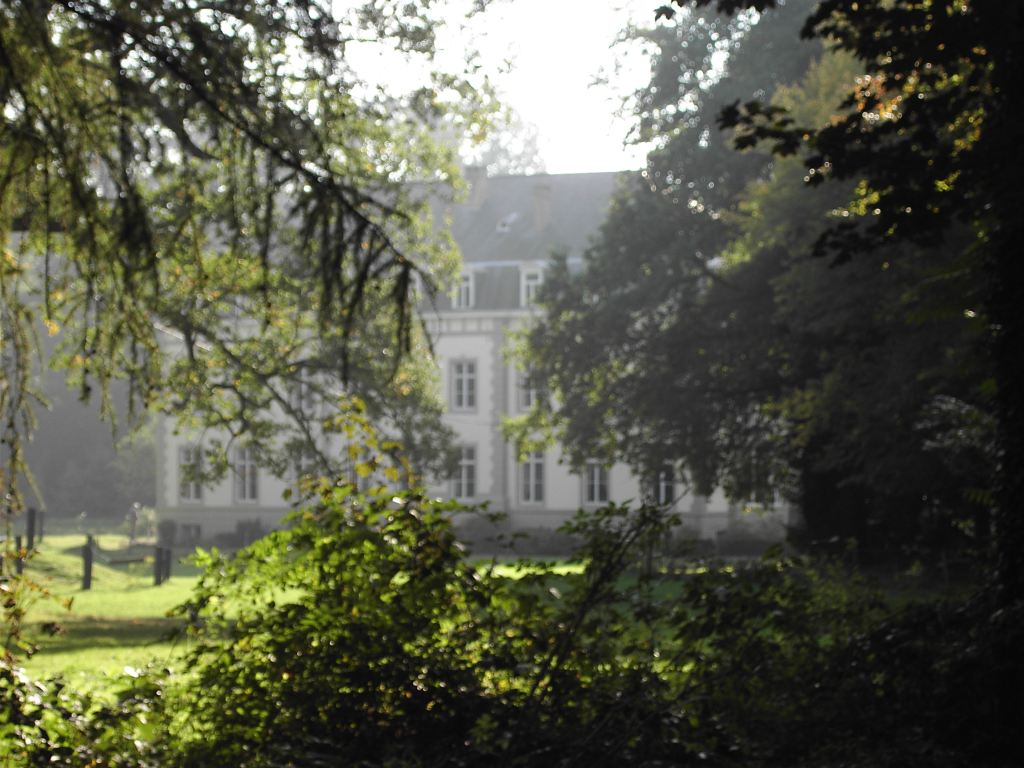
Het wit kasteel te Linden

Jan Laurent de Vroey overleed in 1788. Samen met zijn vrouw, die al eerder was overleden, had hij drie kinderen, van wie alleen de 2 meisjes overbleven. De 19-jarige Jeanne Charlotte trouwde met Ferdinant-Charles de Beeckman; zo kwam Linden weer in handen van een nieuw geslacht. In 1784 liet hij het kasteel van Linden vergroten en alles onder een dak brengen. De Beeckman was rijk en hebzuchtig, via een stroman kon hij bijna de helft van Linden opkopen en de mensen van het dorp hebben hem dat niet vergeven. Gedurende jaren deden er geruchten de ronde over de "verdoemde baron" en een vloek die woog op de familie. Charlotte de Vroey schonk haar man 8 kinderen maar velen stierven bij gebrek aan oordeelkundige zorg, maar de mensen zagen daarin een straf van God. De 2e zoon werd erfgenaam en onder hem werden de Kortrijkse en Houwaarste banen rechtgetrokken. In 1803 volgde de Wolvendreef en later werd ook de Prinsendreef aangelegd. Door het huwelijk van Victoire-Pauline met de rijke Charles Gustave graaf de 't Serclaes-Tilly en zo kwam Linden alweer in handen van een nieuwe heer. Hij ging zeer minzaam om met de inwoners en men zag hem regelmatig met een emmer leem op stap om de huizen van de arme inwoners te herstellen, dat gaf hem de bijnaam "Peke Leem". Zijn dochter Sara-Matilda trad in het huwelijk met Emmanuel Leopold de Beaufort, een Franse graaf uit Metz die in het leger van Leopold I kwam dienen.

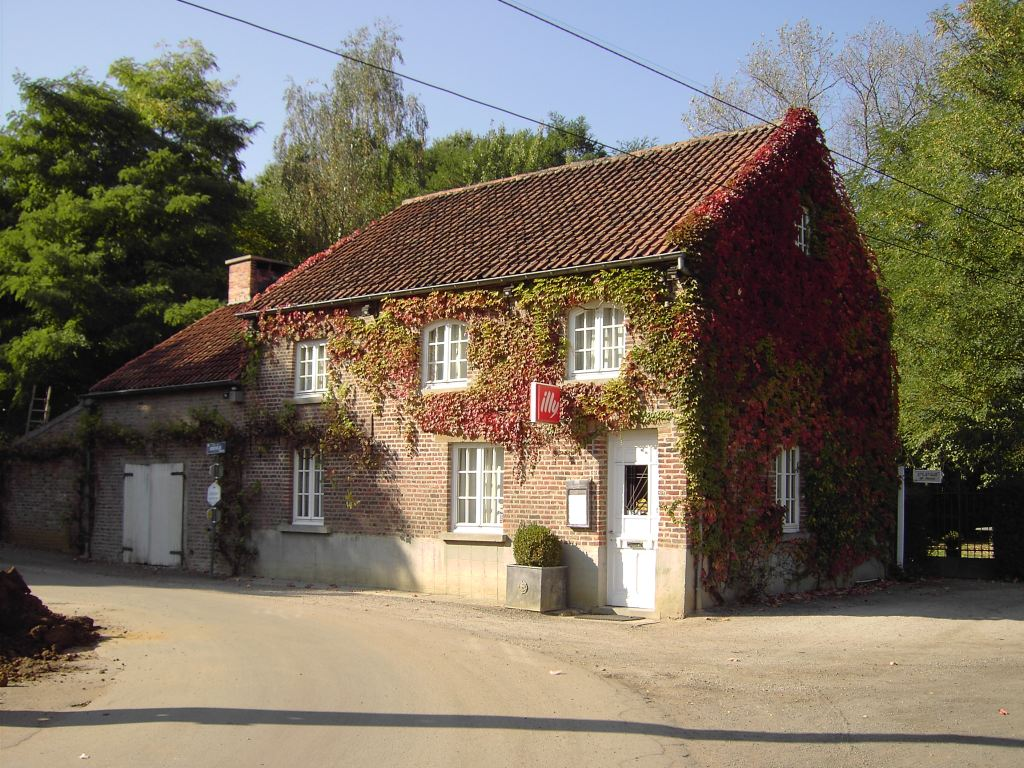
Het Bed van Napoleon: Volgens de overlevering zou Bonaparte hier geslapen hebben en zelfs een kind hebben verwekt.

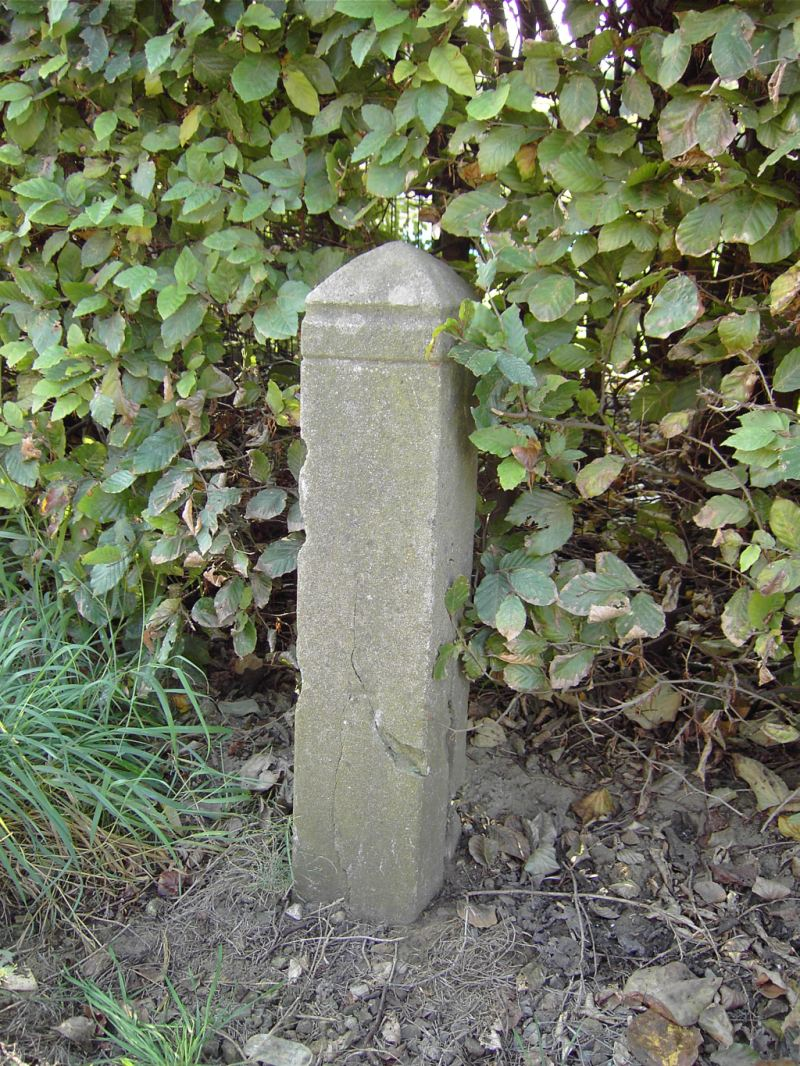
Grenspaal tussen Kessel-Lo en Linden aan het Plein

In februari 1804 werd er te Leuven uitgeplakt dat de jonglieden die dienstplichtig waren zich op het stadhuis moesten aanbieden. Ook verschillende jongens uit Linden hebben in het keizerlijk leger gediend. In 1824 trokken er soldaten door Linden langs de baan naar Diest. In 1809 was het een winter dat iedereen kon herinneren: van september tot december had het zonder ophouden geregend en het was zo warm als in de zomer. Ondertussen gingen de lotingen door en veel jongens doken onder of deserteerden. In 1813 keerde Napoleon na de nederlaag in Rusland terug en verbleef met de verschillende compagnies in de buurt van Leuven, Linden ontsnapte aan logies. Begin 1814 steeg de spanning met de dag en op 28 januari barstte de bom: er werd gevochten op de Lo en in Linden hoorde men goed de kanonschoten. Wekelijks trokken troepen door Linden, alsook gevangenen en gewonden. In 1815 keerde na de nederlaag van Napoleon te Waterloo de rust terug.
In 1816 mislukte de oogst grotendeels door de overvloedige regenval en ook in 1817 was het leven peperduur. Er kwamen opstootjes en plunderingen. In 1818 was het zo droog dat men in kerken misvieringen opdroeg om regen te bekomen en in 1819 regende het niet gedurende de maanden mei en juni. In 1823 was er een ijskoude winter en stierven er enkele kinderen bij een woningbrand. De ouders hadden de kinderen alleen thuis gelaten en de deur gesloten. De kinderen verbrandden in de woning, tezamen met 6 koeien. Op 22 juni werd een plechtige mis gezongen tot dankzegging voor de zege van Waterloo. Tegen het jaar 1823 stonden er 143 huizen met 718 inwoners en waren er 6 grote pachthoeven onder andere op de Speelberg en aan het Wit kasteel. In januari 1827 heeft het verschrikkelijk gestormd en veel bomen vielen op de Diestse baan zodat alle verkeer onmogelijk was. Zes dagen lang lag de sneeuw zo dik dat de postkoets niet kon uitrijden. Nog in het jaar 1827 ontstond de gemeente Kessel-Lo, dit door een voorstel van de baron. Stemmen gingen op om de kerk in Linden af te breken en de bewoners afhankelijk te maken van Vlierbeek. Het was de baron die er op aandrong Kessel en Lo samen te voegen tot 1 gemeente, zodat Linden haar kerk kon behouden. In 1828 was de oogst zo overvloedig dat er langs de vaart talrijke schepen met graan vertrokken naar Holland en Engeland. In 1829 brak de regen weer alle records.
In 1830 brak de Belgische Revolutie los in Brussel en ook Linden werd in de strijd betrokken. Daarvan getuigen de witstenen kruisen die in Linden staan bij het Plein, in het holle gedeelte van de Kortrijkdreef, in de Jan-Davidstraat en aan het einde van de Kortrijkstraat. Het zouden begraafplaatsen zijn van soldaten die vielen in de gevechten van de Belgen tegen de Hollanders. Zo bezette een Hollands leger Linden tijdens de tocht van Maastricht naar Brussel. Op 21 juli 1831 deed Leopold I zijn intrede in Brussel maar een maand later vielen de Hollanders opnieuw aan. Een Belgische eenheid onder leiding van generaal Niellon kreeg bevel de Loberg en Lubbeek te bezetten. Op de ochtend van 12 augustus werden ze aangevallen en sloegen op de vlucht door Linden. Extra troepen werden naar de Speelberg gestuurd om generaal Niellon te ondersteunen. De doden die vielen werden ter plaatse begraven, we weten dus niet of het vrienden of vijanden zijn onder de kruisen.
Bij het begin van de 19e eeuw was de economische toestand niet veel anders dan deze van de vorige eeuw. De wegen waren niet verhard en bij de minste regenval werden ze omgetoverd tot modderpaden. Ondanks de vrede zag de bevolking af: de aardappeloogsten mislukten en er heerste hongersnood. In 1832, 1849 en 1865 werd het dorp geteisterd door een cholera-epidemie. In 1846 telde het dorp 487 inwoners en 139 huizen. Het overgrote deel van de bevolking leefde van de landbouw. Buiten een smid, timmerman, enkele metsers en bezembinders leefden er weinig handarbeiders. Ook gingen er jongens in de winter in de Waalse steenkoolmijnen werken. Ontspanning was er in de vorm van gilden en fanfares.
De oudste gilde in Linden was deze van Sint-Sebastiaan die reeds bestond in de 17e eeuw. De leden gingen jaarlijks mee in de processie met een flambeeuw in de hand. In het lokaal beschikten ze over een wip en deden ze aan vogelschieterij en elke drie jaar was er de koningsschieting. Het jaarlijkse feest duurde drie dagen en begon op 20 januari. De gilde, de rijkste van het dorp, stierf uit in 1914. De Sint-Ambrosiusgilde was veel eenvoudiger en armer. Ze ging ook mee in de processie doch achter het H. Sacrament. De Fanfare Sint-Jozef heeft het niet ver gebracht en stierf al snel uit. Op het einde van de 19e eeuw was er terug een fanfare met de naam Sint-Caecilia.

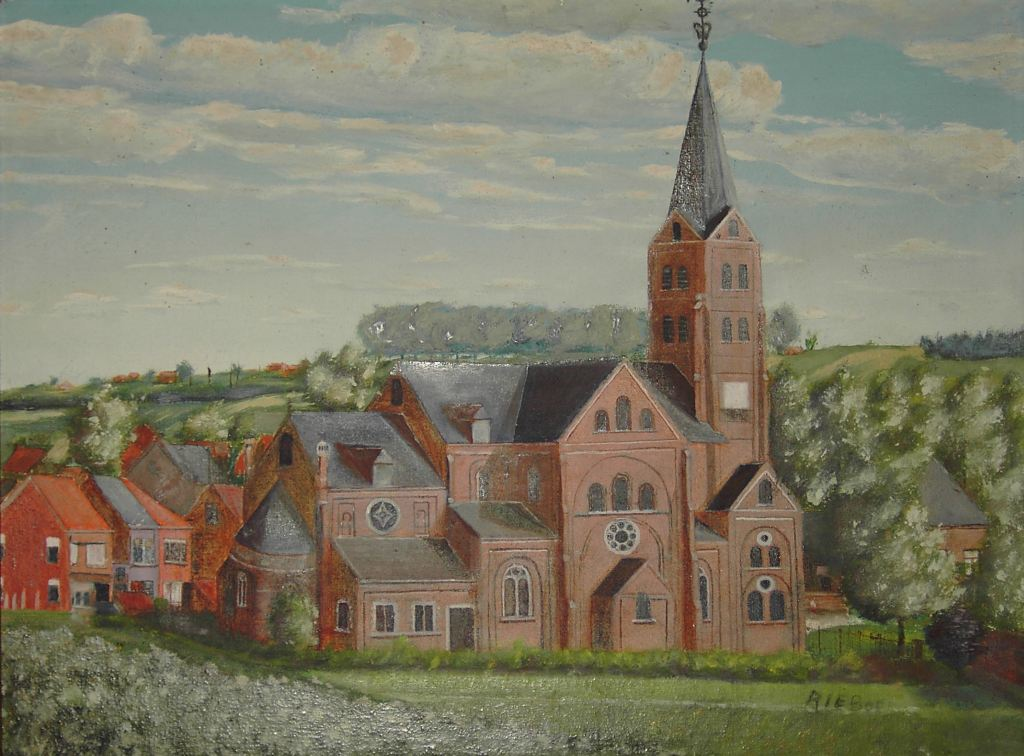
De nieuwe kerk zoals ze in 1878 ingewijd werd

Op 10 juli 1874 viel de bliksem op de oude kerk aan het kerkhof die ernstig beschadigd werd. Hierbij was opnieuw de aandacht getrokken op het probleem van de veel te kleine kerk. Toen bleek dat de vergroting van het huidige kerkje onbegonnen werk was, werd op de gemeenteraad besloten een nieuwe kerk te bouwen. De nieuwe kerk werd meer naar het oosten geplaatst, zodat het oude kerkje nog gebruikt kon worden, er meer plaats kwam op het kerkhof en de kerk meer in het centrum zou staan, dichter bij de pastorij. De werken vorderden snel en in 1877 was de ruwbouw voltooid. Enkele stukken in de nieuwe kerk kwamen uit de oude kerk: de predikstoel, het doopvont, 6 kandelaars, 14 houten medaillons, een kelk, monstrans en zilveren schotel. In 1878 werd de nieuwe kerk ingewijd in al haar romaans-byzantijnse pracht.
In navolging van de gemeenteschool werd er ook een zusterschool opgericht in Linden. Alles was klaar in 1879 en 4 zusters kwamen naar Linden. De school kende zo'n succes dat zelfs kinderen van Kessel-Lo, Pellenberg, Sint-Bernard en Kortrijk-Dutsel er les kwamen volgen. Tien jaar na de bouw van de nieuwe kerk, in 1886, besloot de gemeente om ook een nieuwe pastorij te bouwen. De pastoor van Linden woonde nog steeds in het oude kasteeltje van Raelbeek.

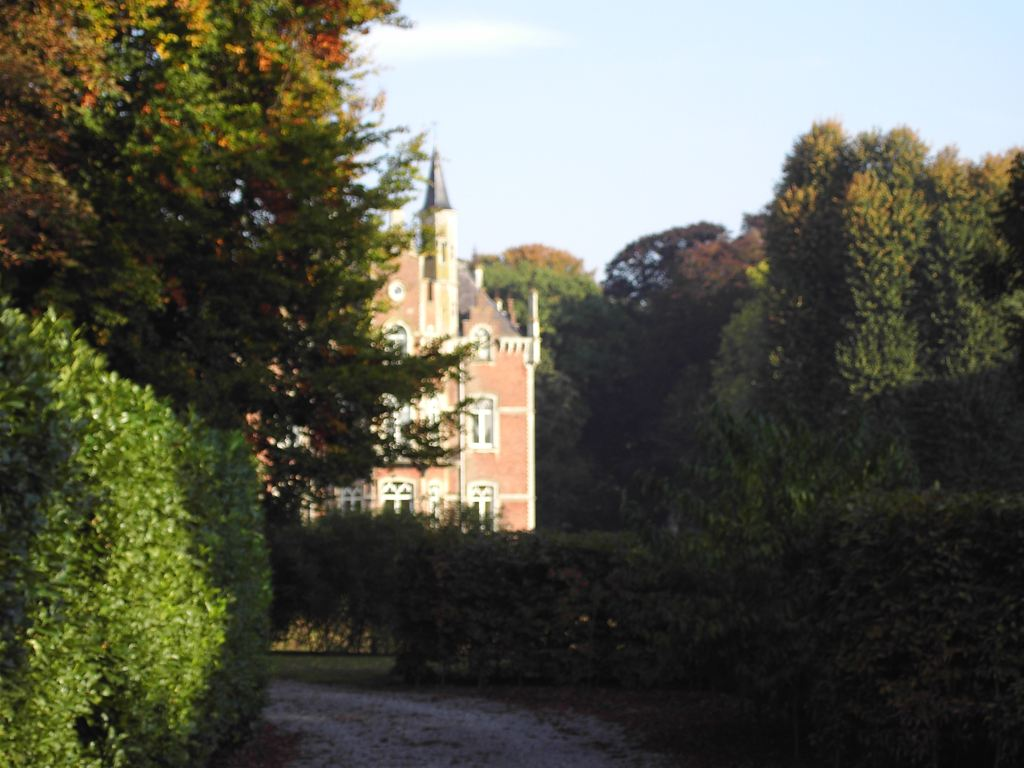
Het rood kasteeltje aan de Diestsesteenweg

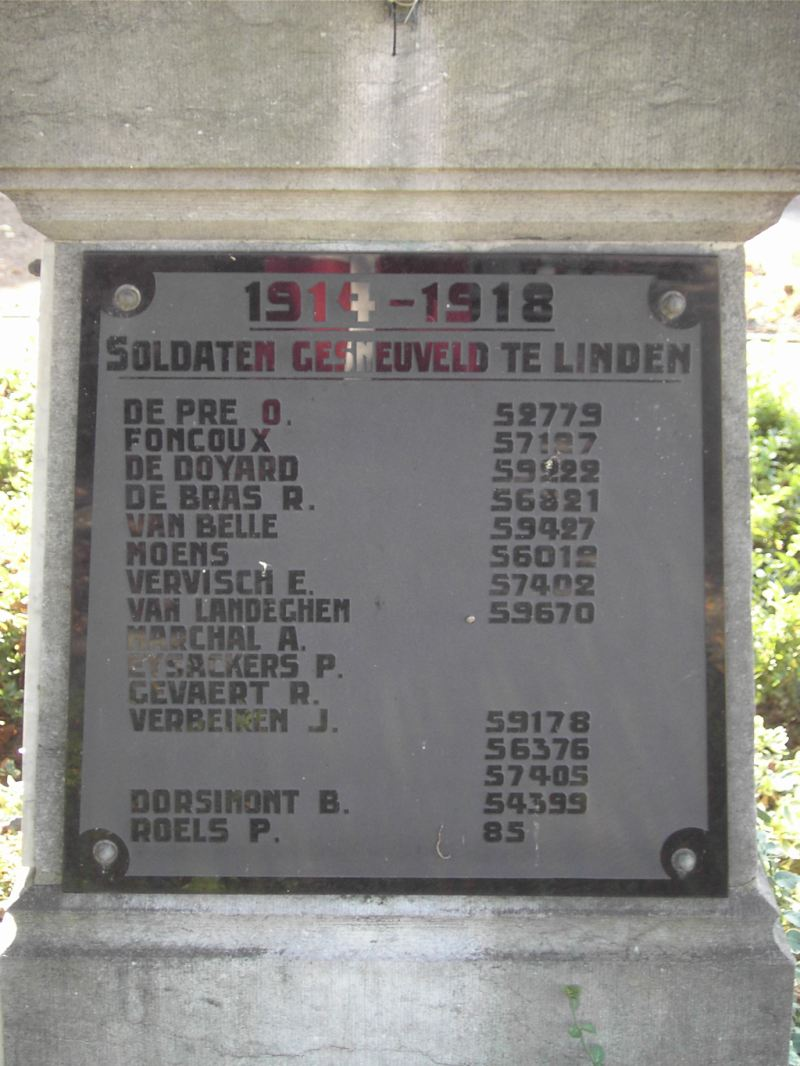
Oorlogsmonument voor de oorlogsslachtoffers van '14-'18

Rond deze periode werd ook het het Rood kasteel gebouwd, of "Beau Séjour", in opdracht van een Leuvense brouwer, de heer Carleer. Deze kocht de grond aan de Diestse baan in 1851 van de toenmalige eigenaars. Hij liet er de vijvers dempen en de oude gebouwen slopen. In 1875 begon de bouw van het kasteel in pompeuze neogotische stijl in rode baksteen. Carleer ruïneerde zich bij deze bouw en hij moest het kasteel verkopen aan graaf De Beauffort. Deze verhuurde het kasteel, maar het werd in 1914 en 1940 bezet door de Duitsers. In 1971 was het zelfs een home voor studenten. Daarna gingen de graven De Beaufort er terug in wonen en nu is het eigendom van een makelaar.

### Eerste Wereldoorlog
Sinds een eeuw was men gewoon aan vrede en rust, opeens was het weer oorlog. 1914! Veertig Lindenaars werden opgeroepen in de maand juli. Negen van deze jongens keerden nooit naar huis terug...
Duitse troepen van het IVe legerkorps van het Ie leger kwamen nader langs de steenweg op Diest. Afdelingen van het Belgische Linieregimenten waren langs de Diestsebaan afgezakt naar Leuven. Een groep van de 3e linie rustten even uit aan het Rood kasteeltje. Een patrouille Duitsers werd door onze jongens van uit de grachten zo onder vuur genomen dat ze zich terugtrok en over de Lo naar Leuven ging. De Lindenaars trokken dan naar de Speelberg omdat er vijanden gesignaleerd werden op de Kesselbergen. Daar werden ze bestookt door artillerie opgesteld op de Roeselberg. De 19e augustus trokken de Duitsers Linden binnen; 96 huizen werden geheel en 13 gedeeltelijk in brand gestoken.
Negen Belgische soldaten die aan de achterhoedegevechten deel hadden genomen werden in hun aftocht verrast in de herberg van Jules Collaer. Eén iemand, Louis Van Guysse, kon zich verstoppen. De volgende dag vond hij de lijken van vier van zijn makkers. Dankzij de hulp van de bevolking vervoegde hij later in Antwerpen zijn regiment. Ook burgers werden door de Duitsers neergeschoten, zo werden de lichamen van verschillende Lindenaars in een gracht gevonden, wat bedekt met graszoden. Belgische soldaten hadden ook twee Duitsers gefusilleerd omdat ze geen gevangenen wilden meenemen en ze gehoord hadden van de Duitse gruweldaden.
Tijdens de 2e uitval van het Belgisch leger werd op 9 september Aarschot heroverd en de volgende dag werd Wijgmaal ingenomen. De rest van de brigade trok naar Kessel-Lo. Om de linkervleugel te dekken werd er een cavaleriedivisie opgesteld in Pellenberg. Om 13 uur trok de 7e brigade van uit Wezemaal in twee kolommen in zuidelijke richting. Een ervan had als bestemming Linden. Deze linkerkolom marcheerde langs het Chartreuzebos en werd door bewoners verwittigd dat vijandelijke afdelingen nog actief zijn in de beboste strook tussen de beide Belgische kolommen. Er werd een koerier uitgestuurd en er werd besloten een gezamenlijke aanval uit te voeren, gesteund door artillerie op het Steenveld. Op 10 september werd besloten het kasteel te Linden te heroveren. In het begin van de namiddag werd het kasteel de Beauffort bevrijd maar de verder geplande aanval ging niet door. Ondertussen had de 7e Linie de steenweg op Diest overgestoken en was met de vijand slaags geraakt nabij de heuvels ten zuiden van de steenweg. Op zaterdag 12 september kwam er een nieuwe tegenaanval van de Belgische strijdkrachten. Infanteristen en karabiniers overschreden de steenweg tussen de Schoolbergen en de baan op Diest ten westen van Linden. Ze zaten op 2 km van Leuven toen ze het bevel kregen zich terug te trekken naar Steenveld.
Deze gevechten hadden het leven gekost aan talrijke Belgen die te Linden en Kessel-Lo op de begraafplaatsen rusten. Zo eindigde voor Linden de militaire operaties in verband de tweede Belgische uitval uit de vesting Antwerpen. Belgische troepen waren erin geslaagd, ten koste van 8000 doden en gekwetsten, belangrijke Duitse troepen, drie reservedivisies en drie brigaden Landwehr, reeds op weg naar Frankrijk, terug naar het Belgisch front te doen zenden.

### Tweede Wereldoorlog
In mei 1940 brak voor België de Tweede Wereldoorlog uit en ditmaal zou het kleine Linden een belangrijke rol spelen in het gewapend verzet, bijzonder door het Partizanenleger. De eerste contacten van dat leger te Leuven werden gelegd in de Centrale werkplaats in Blauwput. In de loop van 1942-1943 nam het korps steeds meer uitbreiding en ging men over tot oprichting van meerdere Bataljons: zo werd Linden gekozen als hoofdkwartier van het 1e Bataljon bestaande uit Kessel-Lo, Linden, Lubbeek en Kortrijk-Dutsel. Het hoofdkwartier werd ondergebracht bij Emiel Vanlangendonck. Gedurende maanden vertrokken uit Linden de bevelen, koerier en manschappen, die de Duitsers het vuur aan de schenen legden. Het verzet beschikte ook over een groot aantal helpers: zo was in de gemeente 250 kg dynamiet verborgen, voortkomende van een overval op het transport Balen-Wezel dat 3000 kg opleverde. De E.H. pastoor De Meyer verstopte geweren en een machinegeweer onder het altaar van de kerk. In het nonnenklooster aan de steenweg werden wapens en munitie verborgen. Enkele feiten:

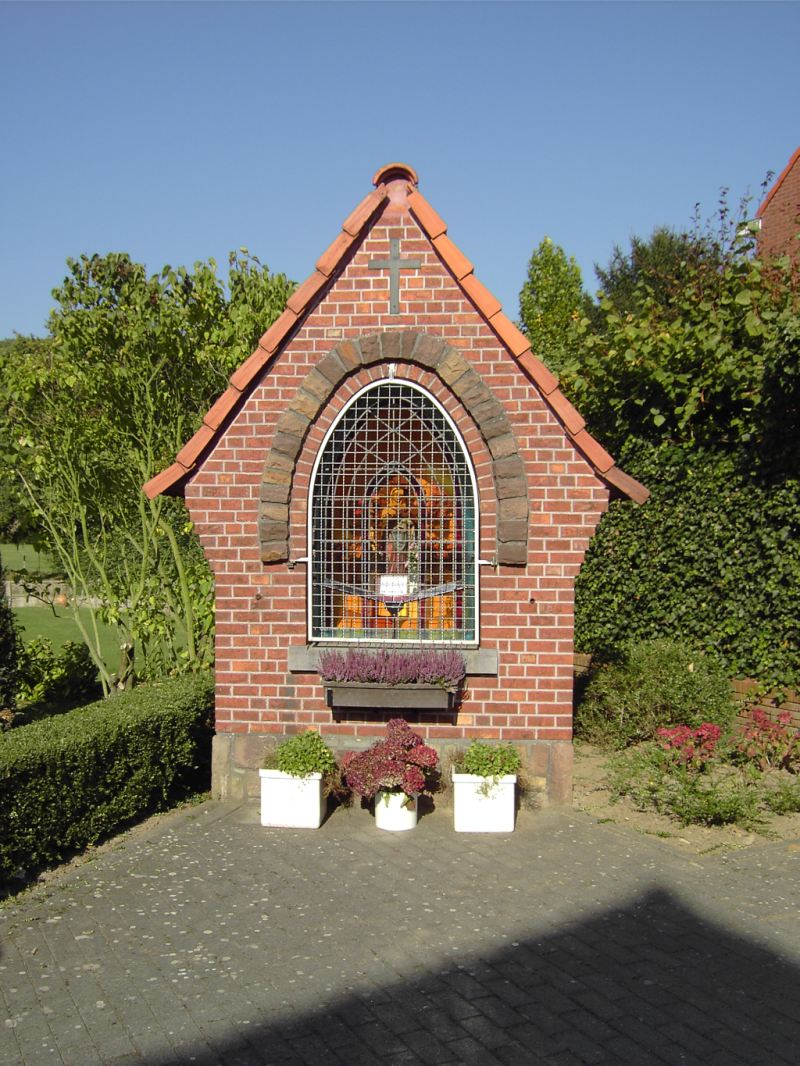
Kapel op de hoek van de Gemeentestraat en Tempelstraat

- 21/04/1943: 1100 bladen rantsoeneringszegels werden in volle dag tijdens de uitdeling buitgemaakt.
- 31/04/1943: 55 aren koolzaad vernield
- 04/08/1943: een aanval op het gemeentebestuur waar stempels en passen werden buitgemaakt. Dit gemeentehuis werd later in brand gestoken.
- 29/09/1943: de voorraadschuur van een verrader werd in brand gestoken.
- 28/10/1943: twee verklikkers werden te Linden terechtgesteld.
- 01/12/1943: de verrader Bael werd neergeschoten.
- 05/02/1944: 15 P.A. patrouilleerden vruchteloos de ganse nacht begeleid door 5 russen.

Het is weinig, omdat er te Linden geen werkplaatsen waren en geen spoorbanen. Bovendien was Linden het hoofdkwartier en men had er belang bij de aandacht van de vijand niet op Linden te vestigen.
Op 21 en 23 december 1943 werden tientallen personen gearresteerd waaronder E.H. pastoor De Meyer, burgemeester Oliviers, de veldwachter en verschillende vrouwen. Na de onmenselijke behandeling in Breendonk - waar twee onder hen gefusilleerd werden - begon de tocht naar de Duitse gruwelkampen. Twaalf Lindenaars stierven er van ellende. Pas 25 jaar na deze wrede oorlogstijd heeft Linden een openbare hulde gebracht aan de heldhaftige inwoners en aan alle andere personen die een belangrijke rol hebben gespeeld in het verzet. Op zondag 14 juni 1970 werd er op het kerkhof een monument ingehuldigd aan de gedachtenis van deze slachtoffer. Op het kerkhof staan ook nog 2 graven: de Engelsman G.R. Horkett en de Rus Wassily Jurowlow.
We willen ook nog verwijzen naar het kapelleke van O-L-Vrouw-Bijstand op de hoek van de Tempelstraat. Het is een gedenkteken van de verzetslieden die in de Duitse folterkampen verbleven. Deze mensen hadden beloofd een kapel te bouwen indien ze behouden thuis kwamen. ze hebben hun woord gehouden en door de zorgen van veldwachter Desmet werd het opgericht en ingewijd in de namiddag van O-H-Hemelvaart op 27 mei 1954.

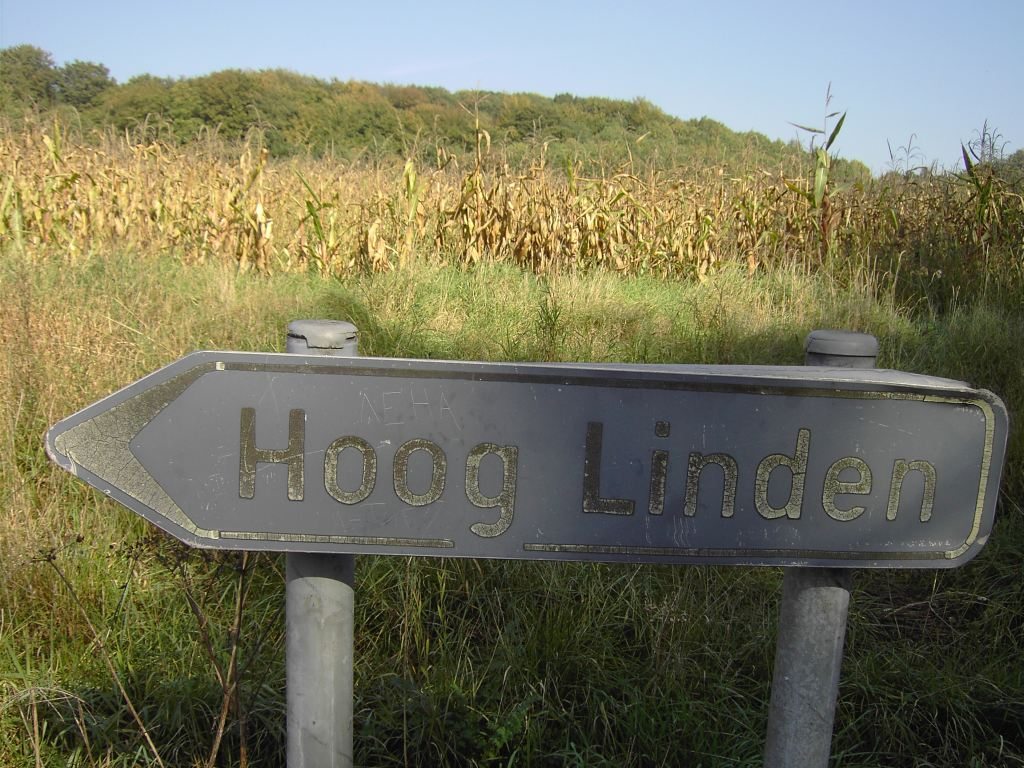
Linden - wegwijzer naar Hoog-Linden

## Heden
Op het einde van de jaren 50 was Linden nog een verloren dorp, een kleine gemeente van amper duizend zielen. Onder leiding van burgemeester Wierinckx begonnen nieuwe tijden voor Linden. De keuze werd gemaakt om van Linden een agglomeratie-gemeente te maken. Om wilde bebouwing te voorkomen werd er in de haast een plan gemaakt en voorrang werd verleend aan de "Dorpsring": Zoutrootjesstraat, Rozenstraat, Tempelstraat, Eikenstraat, Groenstraat, Steenveldstraat. De riolering werd aangepast en grachten overwelfd. Dan was het de beurt aan de verlichting en watervoorziening. Woonwijken werden aangelegd in het "Rozenveld" en in "Hoog Linden". De zusterschool kreeg een nieuwe vleugel en er kwam een nieuwe jongensschool. Er werd ook een nieuw gemeentehuis gebouwd in de vorm van een villa in opdracht van schepen van openbare werken Emiel Vanlangendonck. Ook was er een plan voor een nieuwe kerk. Linden bleef groeien en nieuwe verkavelingen werden aangelegd, recente verkavelingen zijn Sliepersveld en Kerkenbos.